# Polylepis besseri
Polylepis besseri, queñua o queñoa,  es una especie botánica de la familia Rosaceae. 
Los taxones inferiores que en la bibliografía figuran bajo Polylepis besseri han sido ascendidos a especies propias, por lo que P. besseri quedó como un endemismo del departamento de Cochabamba, Bolivia.

## Descripción
Polylepis besseri es un árbol pequeño, que alcanza un tamaño de 1-8 m de alto, posee una corteza parda-rojiza, que se desprende en delgadas láminas. Las hojas son compuestas, con 1-3 pares de foliolos; estos cubiertos por tricomas, ovalados, obovados a circulares, de 1,4-4,9 cm x y 1,8- 7,9 cm, con pelos blanquecinos en el envés; raquis lanoso. Vainas estipulares protuberantes en el ápice. Flores y fruto pasan desapercibidos, ya que se hallan entre el follaje. Flores perfectas. El fruto es un aquenio, lanoso, con número variable de espinas. 
La especie posee adaptaciones morfológicas y fisiológicas a las condiciones de la zona altoandina, a elevaciones por encima de 3000 m s. n. m., clima extremo y heladas nocturnas.

## Taxonomía
Polylepis besseri fue descrita por Jorge Hieronymus y publicado en Botanische Jahrbücher für Systematik, Pflanzengeschichte und Pflanzengeographie 21(3): 312, en el año 1895.

## Sinonimia
La sinonimia de la especie es la siguiente:
- Polylepis besseri var. abbreviata Bitter, 1911[5]
- Polylepis besseri subsp. longipedicellata Bitter, 1911
- Polylepis cristagalli Bitter, 1911[6]
- Polylepis cristagalli var. longiracemosa Bitter, 1911
- Polylepis incana subsp. brachypoda Bitter, 1911
- Polylepis incana subsp. incarum Bitter, 1911
- Polylepis incana subsp. subtusalbida Bitter, 1911
- Polylepis pallidistigma Bitter, 1911
- Polylepis racemosa var. lanata Kuntze, 1898
- Polylepis racemosa var. tomentosa Kuntze, 1898
- Polylepis rugulosa Bitter, 1911
- Polylepis subquinquefolia Bitter, 1911
- Polylepis tenuiruga Bitter, 1911 (Kessler, 1995)
- Polylepis tomentella Wedd. (Rodríguez et al., 1983)
- Polylepis triacontandra Bitter, 1911
- Polylepis incana Kunth
- Polylepis villosa Rusby[7]